# Макьяди, Седрик
Мапуата́ Седри́к Макьяди́ (фр. Cédric Makiadi Mapuata; 23 февраля 1984, Киншаса) — конголезский футболист, полузащитник.

## Биография
Макиади родился в ДР Конго, но когда ему было 8 лет, его семья переехала в Германию. Макьяди начал свою профессиональную карьеру в «Вольфсбурге», в котором выступал в течение семи сезонов в первой и второй Бундеслиге. В сезоне 2005/06 в матче 34 тура против «Кайзерслаутерна» он вышел на замену при счёте 0:1, забил гол и сделал результативную передачу, благодаря чему помог «Вольфсбургу» остаться в высшем дивизионе, а «Кайзерслаутерн» вылетел во вторую Бундеслигу. После этого журнал Kicker выбрал его игроком тура.
В сезоне 2007/08 Седрику не нашлось места в обновлённой команде амбициозного тренера Феликса Магата и он ни одного матча не сыграл в первой команде. Затем летом 2008 года его на один год отдали в аренду в «Дуйсбург», в составе которого он стал лучшим бомбардиром Второй Бундеслиги (вместе с Мареком Минталом и Беньямином Ауэром), забив 16 голов. По окончании сезона 2008/09 было объявлено о возвращении Седрика в «Вольфсбург», с которым у него был подписан контракт до 2010 года, однако через несколько дней он перешёл в «Фрайбург».
31 мая 2013 года Макьяди перешёл в бременский «Вердер», с которым подписал 3-летний контракт.

## Карьера в сборной
После долгих раздумий, Седрик Макиади решил выступать за сборную ДР Конго. Свой первый матч за сборную он провёл 2 июня 2007 года в отборочном турнире на Кубке африканских наций в Аддис-Абебе против сборной Эфиопии. При счёте 0:1 он был заменён на 64-й минуте.

## Достижения
- Лучший бомбардир Второй Бундеслиги: 2009

## Клубная статистика
| Сезон   | Команда       | Матчи | Голы |
| ------- | ------------- | ----- | ---- |
| 2003/04 | Вольфсбург II | 34    | 10   |
| 2004/05 | Вольфсбург    | 8     | 0    |
| 2004/05 | Вольфсбург II | 28    | 7    |
| 2005/06 | Вольфсбург II | 16    | 3    |
| 2005/06 | Вольфсбург    | 10    | 1    |
| 2006/07 | Вольфсбург    | 30    | 3    |
| 2007/08 | Вольфсбург II | 8     | 1    |
| 2008/09 | Дуйсбург      | 33    | 16   |
| 2009/10 | Фрайбург      | 33    | 3    |
| 2010/11 | Фрайбург      | 34    | 0    |
| 2011/12 | Фрайбург      | 33    | 6    |
| 2012/13 | Фрайбург      | 29    | 3    |
| 2013/14 | Вердер        | 30    | 1    |
| 2014/15 | Вердер        | 18    | 0    |
| 2015/16 | Ризеспор      | 0     | 0    |